# Dénes Dibusz
Dénes Dibusz (Pécs, 16 november 1990) is een Hongaars voetballer die speelt als doelman. In februari 2014 verruilde hij Pécsi Mecsek voor Ferencváros. Dibusz maakte in 2014 zijn debuut in het Hongaars voetbalelftal.

## Clubcarrière
Dibusz speelde vanaf 2002 in de jeugdopleiding van Pécsi Mecsek. In 2009 werd hij voor een seizoen verhuurd aan Barcs, waarvoor hij in twintig competitiewedstrijden in actie kwam. Een jaar later keerde hij terug bij Pécsi Mecsek, waarvoor hij op 21 augustus 2010 zijn eerste wedstrijd speelde. Op bezoek bij Kozármisleny (0–1 winst) speelde Dibusz het gehele duel mee. Drieënhalf seizoen had de doelman een vaste basisplaats onder de lat van zijn club. In de winterstop van het seizoen 2013/14 maakte Dibusz de overstap naar Ferencváros. Ook bij zijn nieuwe club kreeg de sluitpost een basisplaats. In het seizoen 2015/16 werd hij voor het eerst Hongaars landskampioen. In november 2022 werd zijn verbintenis opengebroken en met vier seizoenen verlengd tot medio 2027.

## Clubstatistieken
| Seizoen | Club         | Competitie           | Competitie | Competitie | Beker | Beker | Internationaal | Internationaal | Totaal | Totaal |
| Seizoen | Club         | Competitie           | Wed.       | Dlp.       | Wed.  | Dlp.  | Wed.           | Dlp.           | Wed.   | Dlp.   |
| ------- | ------------ | -------------------- | ---------- | ---------- | ----- | ----- | -------------- | -------------- | ------ | ------ |
| 2009/10 | → Barcs      | Nemzeti Bajnokság II | 20         | 0          | 1     | 0     | —              | —              | 21     | 0      |
| 2010/11 | Pécsi Mecsek | Nemzeti Bajnokság II | 28         | 0          | 1     | 0     | —              | —              | 29     | 0      |
| 2011/12 | Pécsi Mecsek | Nemzeti Bajnokság    | 30         | 0          | 2     | 0     | —              | —              | 32     | 0      |
| 2012/13 | Pécsi Mecsek | Nemzeti Bajnokság    | 29         | 0          | 3     | 0     | —              | —              | 32     | 0      |
| 2013/14 | Pécsi Mecsek | Nemzeti Bajnokság    | 10         | 0          | 4     | 0     | —              | —              | 14     | 0      |
| 2013/14 | Ferecváros   | Nemzeti Bajnokság    | 13         | 0          | 3     | 0     | —              | —              | 16     | 0      |
| 2014/15 | Ferecváros   | Nemzeti Bajnokság    | 30         | 0          | 5     | 0     | 4              | 0              | 39     | 0      |
| 2015/16 | Ferecváros   | Nemzeti Bajnokság    | 31         | 0          | 6     | 0     | 4              | 0              | 41     | 0      |
| 2016/17 | Ferecváros   | Nemzeti Bajnokság    | 28         | 0          | 5     | 0     | 2              | 0              | 35     | 0      |
| 2017/18 | Ferecváros   | Nemzeti Bajnokság    | 32         | 0          | 0     | 0     | 4              | 0              | 36     | 0      |
| 2018/19 | Ferecváros   | Nemzeti Bajnokság    | 32         | 0          | 4     | 0     | 2              | 0              | 38     | 0      |
| 2019/20 | Ferecváros   | Nemzeti Bajnokság    | 26         | 0          | 0     | 0     | 14             | 0              | 40     | 0      |
| 2020/21 | Ferecváros   | Nemzeti Bajnokság    | 28         | 0          | 1     | 0     | 11             | 0              | 40     | 0      |
| 2021/22 | Ferecváros   | Nemzeti Bajnokság    | 26         | 0          | 3     | 0     | 13             | 0              | 42     | 0      |
| 2022/23 | Ferecváros   | Nemzeti Bajnokság    | 29         | 0          | 0     | 0     | 15             | 0              | 44     | 0      |
| 2023/24 | Ferecváros   | Nemzeti Bajnokság    | 29         | 0          | 0     | 0     | 15             | 0              | 44     | 0      |
| 2024/25 | Ferecváros   | Nemzeti Bajnokság    | 27         | 0          | 4     | 0     | 13             | 0              | 44     | 0      |
| Totaal  | Totaal       | Totaal               | 448        | 0          | 41    | 0     | 97             | 0              | 586    | 0      |

Bijgewerkt op 18 juni 2025.

## Interlandcarrière
Dibusz maakte zijn debuut in het Hongaars voetbalelftal op 14 oktober 2014, toen met 0–1 gewonnen werd op bezoek bij Faeröer door een doelpunt van Ádám Szalai. De doelman mocht van bondscoach Pál Dárdai in de basis beginnen en hij speelde het gehele duel mee. De andere debutant dit duel was Attila Fiola (Paksi).
Met Hongarije nam Dibusz in juni 2016 deel aan het Europees kampioenschap 2016. Hongarije werd in de achtste finale uitgeschakeld door België (0–4), nadat het in de groepsfase als winnaar boven IJsland en Portugal was geëindigd. Dibusz kwam op het EK niet in actie. Zijn toenmalige teamgenoten Stanislav Šesták (Slowakije), Ádám Nagy, Ádám Pintér, Zoltán Gera en Dániel Böde (allen eveneens Hongarije) deden ook mee aan het EK.
In juni 2021 werd Dibusz door bondscoach Marco Rossi opgenomen in de Hongaarse selectie voor het uitgestelde EK 2020. Op het toernooi werd Hongarije uitgeschakeld in de groepsfase na een nederlaag tegen Portugal (0–3) en gelijke spelen tegen Frankrijk (1–1) en Duitsland (2–2). Dibusz kwam niet in actie. Zijn toenmalige teamgenoten Oleksandr Zoebkov (Oekraïne), Róbert Mak (Slowakije), Gergő Lovrencsics, Dávid Sigér, Endre Botka en Ádám Bogdán (allen eveneens Hongarije) waren ook actief op het EK.
Dibusz werd in mei 2024 door Rossi opgenomen in de selectie van Hongarije voor het EK 2024 in Duitsland. Hongarije werd in de groepsfase uitgeschakeld na nederlagen tegen Zwitserland (1–3) en Duitsland (2–0) en een overwinning op Schotland (0–1). Dibusz kwam op het EK niet in actie. Zijn toenmalige clubgenoten Barnabás Varga en Endre Botka (allebei eveneens Hongarije) waren ook actief op het toernooi.
| Interlands van Dénes Dibusz voor Hongarije | Interlands van Dénes Dibusz voor Hongarije | Interlands van Dénes Dibusz voor Hongarije | Interlands van Dénes Dibusz voor Hongarije | Interlands van Dénes Dibusz voor Hongarije | Interlands van Dénes Dibusz voor Hongarije | Interlands van Dénes Dibusz voor Hongarije |
| №                                          | Datum                                      | Wedstrijd                                  | Uitslag                                    | Competitie                                 | Goals                                      |                                            |
| Als speler bij Ferencváros                 | Als speler bij Ferencváros                 | Als speler bij Ferencváros                 | Als speler bij Ferencváros                 | Als speler bij Ferencváros                 | Als speler bij Ferencváros                 | Als speler bij Ferencváros                 |
| ------------------------------------------ | ------------------------------------------ | ------------------------------------------ | ------------------------------------------ | ------------------------------------------ | ------------------------------------------ | ------------------------------------------ |
| 1                                          | 14 oktober 2014                            | Faeröer – Hongarije                        | 0 – 1                                      | EK 2016 kwalificatie                       |                                            |                                            |
| 2                                          | 18 november 2014                           | Hongarije – Rusland                        | 1 – 2                                      | Vriendschappelijk                          |                                            |                                            |
| 3                                          | 5 juni 2015                                | Hongarije – Litouwen                       | 4 – 0                                      | Vriendschappelijk                          |                                            |                                            |
| 4                                          | 26 maart 2016                              | Hongarije – Kroatië                        | 1 – 1                                      | Vriendschappelijk                          |                                            |                                            |
| 5                                          | 14 november 2017                           | Hongarije – Costa Rica                     | 1 – 0                                      | Vriendschappelijk                          |                                            |                                            |
| 6                                          | 9 juni 2018                                | Hongarije – Australië                      | 1 – 2                                      | Vriendschappelijk                          |                                            |                                            |
| 7                                          | 15 november 2018                           | Hongarije – Estland                        | 2 – 0                                      | Vriendschappelijk                          |                                            |                                            |
| 8                                          | 5 september 2019                           | Montenegro – Hongarije                     | 2 – 1                                      | Vriendschappelijk                          |                                            |                                            |
| 9                                          | 15 november 2019                           | Hongarije – Uruguay                        | 1 – 2                                      | Vriendschappelijk                          |                                            |                                            |
| 10                                         | 14 oktober 2020                            | Rusland – Hongarije                        | 0 – 0                                      | Nations League 2020/21                     |                                            |                                            |
| 11                                         | 15 november 2020                           | Hongarije – Servië                         | 1 – 1                                      | Nations League 2020/21                     |                                            |                                            |
| 12                                         | 18 november 2020                           | Hongarije – Turkije                        | 2 – 0                                      | Nations League 2020/21                     |                                            |                                            |
| 13                                         | 28 maart 2021                              | San Marino – Hongarije                     | 0 – 3                                      | WK 2022 kwalificatie                       |                                            |                                            |
| 14                                         | 31 maart 2021                              | Andorra – Hongarije                        | 1 – 4                                      | WK 2022 kwalificatie                       |                                            |                                            |
| 15                                         | 4 juni 2021                                | Hongarije – Cyprus                         | 1 – 0                                      | Vriendschappelijk                          |                                            |                                            |
| 16                                         | 5 september 2021                           | Albanië – Hongarije                        | 1 – 0                                      | WK 2022 kwalificatie                       |                                            |                                            |
| 17                                         | 8 september 2021                           | Hongarije – Albanië                        | 2 – 1                                      | WK 2022 kwalificatie                       |                                            |                                            |
| 18                                         | 12 november 2021                           | Hongarije – San Marino                     | 4 – 0                                      | WK 2022 kwalificatie                       |                                            |                                            |
| 19                                         | 15 november 2021                           | Polen – Hongarije                          | 1 – 2                                      | WK 2022 kwalificatie                       |                                            |                                            |
| 20                                         | 29 maart 2022                              | Noord-Ierland – Hongarije                  | 0 – 1                                      | Vriendschappelijk                          |                                            |                                            |
| 21                                         | 7 juni 2022                                | Italië – Hongarije                         | 2 – 1                                      | Nations League 2022/23                     |                                            |                                            |
| 22                                         | 14 juni 2022                               | Engeland – Hongarije                       | 0 – 4                                      | Nations League 2022/23                     |                                            |                                            |
| 23                                         | 17 november 2022                           | Luxemburg – Hongarije                      | 2 – 2                                      | Vriendschappelijk                          |                                            |                                            |
| 24                                         | 20 november 2022                           | Hongarije – Griekenland                    | 2 – 1                                      | Vriendschappelijk                          |                                            |                                            |
| 25                                         | 23 maart 2023                              | Hongarije – Estland                        | 1 – 0                                      | Vriendschappelijk                          |                                            |                                            |
| 26                                         | 27 maart 2023                              | Hongarije – Bulgarije                      | 3 – 0                                      | EK 2024 kwalificatie                       |                                            |                                            |
| 27                                         | 17 juni 2023                               | Montenegro – Hongarije                     | 0 – 0                                      | EK 2024 kwalificatie                       |                                            |                                            |
| 28                                         | 20 juni 2023                               | Hongarije – Litouwen                       | 2 – 0                                      | EK 2024 kwalificatie                       |                                            |                                            |
| 29                                         | 7 september 2023                           | Servië – Hongarije                         | 1 – 2                                      | EK 2024 kwalificatie                       |                                            |                                            |
| 30                                         | 10 september 2023                          | Hongarije – Tsjechië                       | 1 – 1                                      | Vriendschappelijk                          |                                            |                                            |
| 31                                         | 14 oktober 2023                            | Hongarije – Servië                         | 2 – 1                                      | EK 2024 kwalificatie                       |                                            |                                            |
| 32                                         | 17 oktober 2023                            | Litouwen – Hongarije                       | 2 – 2                                      | EK 2024 kwalificatie                       |                                            |                                            |
| 33                                         | 16 november 2023                           | Bulgarije – Hongarije                      | 2 – 2                                      | EK 2024 kwalificatie                       |                                            |                                            |
| 34                                         | 19 november 2023                           | Hongarije – Montenegro                     | 3 – 1                                      | EK 2024 kwalificatie                       |                                            |                                            |
| 35                                         | 26 maart 2024                              | Hongarije – Kosovo                         | 2 – 0                                      | Vriendschappelijk                          |                                            |                                            |
| 36                                         | 4 juni 2024                                | Ierland – Hongarije                        | 2 – 1                                      | Vriendschappelijk                          |                                            |                                            |
| 37                                         | 10 september 2024                          | Hongarije – Bosnië en Herzegovina          | 0 – 0                                      | Nations League 2024/25                     |                                            |                                            |
| 38                                         | 11 oktober 2024                            | Hongarije – Nederland                      | 1 – 1                                      | Nations League 2024/25                     |                                            |                                            |
| 39                                         | 14 oktober 2024                            | Bosnië en Herzegovina – Hongarije          | 0 – 2                                      | Nations League 2024/25                     |                                            |                                            |
| 40                                         | 16 november 2024                           | Nederland – Hongarije                      | 4 – 0                                      | Nations League 2024/25                     |                                            |                                            |
| 41                                         | 19 november 2024                           | Hongarije – Duitsland                      | 1 – 1                                      | Nations League 2024/25                     |                                            |                                            |
| 42                                         | 20 maart 2025                              | Turkije – Hongarije                        | 3 – 1                                      | Nations League 2024/25                     |                                            |                                            |
| 43                                         | 23 maart 2025                              | Hongarije – Turkije                        | 0 – 3                                      | Nations League 2024/25                     |                                            |                                            |
| 44                                         | 6 juni 2025                                | Hongarije – Zweden                         | 0 – 2                                      | Vriendschappelijk                          |                                            |                                            |

Bijgewerkt op 18 juni 2025.

## Erelijst
| Nemzeti Bajnokság | 8 | 2015/16, 2018/19, 2019/20, 2020/21, 2021/22, 2022/23, 2023/24, 2024/25 |
| Magyar Kupa       | 4 | 2014/15, 2015/16, 2016/17, 2021/22                                     |
| Supercup          | 1 | 2015/16                                                                |